# I twoją matkę też
I Twoją matkę też (oryg. Y tu mamá también) – meksykański film z 2001 roku w reżyserii Alfonso Cuaróna.

## Fabuła
Dwóch przyjaciół – Julio i Tenocho – zapraszają starszą od siebie Luisę do odbycia z nimi podróży na wyimaginowaną plażę, którą nazywają „Ustami Niebios” (hiszp. Boca del Cielo). Podróż odbywają samochodem.

## Główne role
- Maribel Verdú - Luisa Cortés
- Gael García Bernal - Julio Zapata
- Diego Luna - Tenoch Iturbide
- Diana Bracho - Silvia Allende de Iturbide
- Andrés Almeida - Diego "Saba" Madero

Nazwiska głównych bohaterów nawiązują do historii Meksyku: Hernán Cortés – hiszpański konkwistador, Agustín de Iturbide - meksykański cesarz, Emiliano Zapata - meksykański rewolucjonista, Francisco Madero - prezydent Meksyku i Tenochtitlán - stolica państwa Azteków.

## Nagrody
- New York Film Critics Circle Award w kategorii najlepszy film obcojęzyczny

### Nominacje
- Oscar w kategorii najlepszy scenariusz oryginalny (Carlos Cuarón i Alfonso Cuarón)
- BAFTA w kategorii najlepszy scenariusz oryginalny (Carlos Cuarón i Alfonso Cuarón)
- BAFTA w kategorii najlepszy film obcojęzyczny
- Złoty Glob w kategorii najlepszy film obcojęzyczny
- Nagroda Grammy za najlepszą ścieżkę dźwiękową